# Armand Caduc
Pour les articles homonymes, voir Caduc.
Armand Caduc, né le 13 septembre 1818 à Ladaux (Gironde) et mort le 25 août 1902 à Cauterets (Hautes-Pyrénées), est un avocat et homme politique français.

## Biographie

### Origines familiales
Armand Caduc est le fils de Louise Odissio (1786-1831), créole blanche née à Trinidad, et d'Arnaud Caduc (1763-1841), natif de Bordeaux. Tous deux se sont mariés dans la colonie de Sainte-Lucie, où ils possédaient des plantations. Après la conquête de l'île par les Anglais en 1814, ils viennent s'installer comme propriétaires viticulteurs dans le bordelais, au château d'Hories à Ladaux. C'est là que nait Armand le 13 septembre 1818.

### Formation d'avocat
Il fait ses études supérieures à Poitiers où il obtient, en 1840, une licence de droit. Il s'installe cette année-là comme avocat au barreau de La Réole.
En 1848, il devient rédacteur du journal républicain La Tribune.

### Exil
Opposant au coup d’État du 2 décembre 1851, orchestré par Louis-Napoléon Bonarparte, il est poursuivi mais arrive à échapper à son arrestation. Petit en taille, il se cache dans le coffre d’une voiture conduite par un ami. Il se réfugie d'abord près d’Auros, puis s'exile, avec son beau-frère Alphonse Gravier, à bord du navire Alice qui le mène à Guernesey, où il est rejoint par Ernest Royer.Tous les trois s'installent ensuite sur l'île voisine de Jersey, où Armand se lie d'amitié avec Victor Hugo.
En 1853, il part pour l'Espagne où il travaille comme comptable puis, en 1856, devient directeur du contentieux dans la compagnie de l’Ebre, société dirigée par le bordelais Jules Carvollo.
Accusé d'être lié à l'attentat d'Orsini, Armand Caduc est interné en 1858 à Burgos à la demande du gouvernement français. Après l’amnistie de 1859, il rentre à La Réole où il reprend l’exercice de sa profession d’avocat, et où il devient le chef du parti de l’opposition contre l’Empire.

### Carrière politique

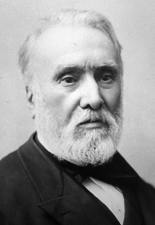
Le sénateur Armand Caduc.

Deux ans après le retour de la République en 1870, il est élu représentant de la Gironde lors d'une élection partielle de 1872 contre M. de Forcade la Roquette, soutenu par la coalition des bonapartistes et des légitimistes. Il siège à gauche, au groupe de l'Union républicaine. Battu en 1876 par le bonapartiste Robert Mitchell, il retrouve un siège de député lors d'une élection partielle en 1878, à la suite du décès de Louis Mie. À l'Assemblée, il vote le rétablissement du divorce, les nouvelles lois sur la presse et le droit de réunion. En 1881, il fonde à La Réole le Cercle du progrès. La même année, il est réélu dans l'arrondissement de La Réole contre deux candidats bonapartistes, Gauban et Judde de Larivière.
Armand Caduc est élu sénateur de la Gironde en 1885 contre le duc Decazes, et s'inscrit au groupe de l'Union républicaine. Il prend alors part à tous les votes de la majorité : pour les lois sur l’enseignement primaire, pour l’expulsion des princes, pour la nouvelle loi militaire, et pour le rétablissement du scrutin uninominal. En 1897, il est réélu dès le premier tour, et se fait inscrire au groupe de la Gauche démocratique.

### Décès
Armand meurt en 1902, à l’âge de 84 ans, pendant les vacances parlementaires, lors d’un séjour dans la ville thermale de Cauterets. Lors de la séance de rentrée du 21 octobre, le président du sénat Armand Fallières lui rend hommage : « Il n’y a pas un progrès qu’il n’ait appelé de ses vœux, une liberté qu’il n’ait consacré de son vote, un acte de défense ou d’action républicaine auquel il n’ait attaché son nom. M. Caduc a honoré son mandat et son parti ; n’est-il pas juste, qu’en retour, nous honorions sa mémoire ? ». Bien que franc-maçon, il reçut des obsèques religieuses.

## Hommages
Son nom est donné à une rue de La Réole, ainsi qu'à une rue de Bordeaux en 1903.

### Sources
- « Armand Caduc », dans le Dictionnaire des parlementaires français (1889-1940), sous la direction de Jean Jolly, PUF, 1960 [détail de l’édition]
- « Armand Caduc », dans Adolphe Robert et Gaston Cougny, Dictionnaire des parlementaires français, Edgar Bourloton, 1889-1891 [détail de l’édition]